# Windeby
Windeby (tiếng Đan Mạch: Vindeby) là một đô thị thuộc quận Rendsburg-Eckernförde, bang Schleswig-Holstein.It is situated approx. 2 km west of Eckernförde.